# 斯托夫普涅
51°4′39″N 29°30′58″E / 51.07750°N 29.51611°E
斯托夫普內（烏克蘭語：Стовпне）是位於烏克蘭北部的村莊，由基辅州维什霍罗德区的克拉斯亞蒂奇市鎮負責管轄。該村始建於1861年，面積5平方公里，海拔高度177米，2001年人口17，人口密度每平方公里3.4人。